# Madō Monogatari
Madō Monogatari (魔導物語?  Historia de Magia) es una serie de juegos de rol de mazmorras en primera persona desarrolladas por Compile. El primer juego fue lanzado en 1990 para MSX2. Sega publicó los remakes de Game Gear basados en 1-2-3. Los personajes de esta serie se usarían más tarde en el juego de rompecabezas Puyo Puyo. 

## Jugabilidad
El juego combina el juego de rol tradicional con algunos giros únicos. Por ejemplo, no hay estadísticas numéricas; en cambio, todo está representado por expresiones faciales de personajes y sprites. Otra es la falta total de ataques físicos. Los personajes utilizan uno de los cuatro elementos mágicos: Fuego, Tormenta de hielo, Trueno y Bayoen. Algunos enemigos son más débiles contra un ataque mágico en particular que otro. 

## Juegos de la serie
- Madō Monogatari 1-2-3 (1990 – MSX;[1] 1991 – PC-9801[2])
- Madō Monogatari A-R-S (1993 – PC-9801[2])
- Madō Monogatari: Hanamaru Daiyōchienji (1996 – Super Famicom[3])
- Madō Monogatari (1998 – Sega Saturn)
- Madō Monogatari (2005 – i-mode)

### Relanzamientos
- Madō Monogatari I: Mittsu no Madō-kyū (1993 – Game Gear)
- Madō Monogatari II: Arle 16-Sai (1994 – Game Gear)
- Madō Monogatari III: Kyūkyoku Joō-sama (1994 – Game Gear)
- Madō Monogatari A: Dokidoki Vacation (1995 – Game Gear)
- 'Madō Monogatari I (1996 – Mega Drive)
- Madō Monogatari: Honoo No Sotsuenji (1996 – PC Engine CD-ROM²)

### Disc Station
- Madō Monogatari Episode II: Carbuncle (1989 – MSX)
- Madō Monogatari: Michikusa Ibun (1994 – PC-9801)
- Madō Monogatari: Hacha-Mecha Kimatsu Shiken (1996 – Windows)
- Madō Monogatari: Madoushi no Tou (1997 – Windows)
- Mado Jeongi: Elysion e Bimil (1997 – Windows)